# Britimnathista sanguinolenta
Britimnathista sanguinolenta är en insektsart som först beskrevs av William Lucas Distant 1918.  Britimnathista sanguinolenta ingår i släktet Britimnathista och familjen dvärgstritar. Inga underarter finns listade i Catalogue of Life.